# 東九龍綫 (1970年方案)
東九龍綫（英語：East Kowloon Line）是香港交通發展史上拖延最長的鐵路項目，最早於沙田綫已有此路綫發展概念，路線中的部份路段早已分拆為多個鐵路項目，例如九廣鐵路尖沙咀支線（現屯馬綫紅磡至尖東）和馬鞍山鐵路（今屯馬綫大圍至烏溪沙）；但路線的核心——東九龍段一直尚未興建，並成為沙田至中環綫（今屯馬綫鑽石山至紅磡段）。直至2012年6月，沙田至中環綫才正式動工，其中鑽石山站擴建部分、啟德站，連同原本不在東九龍綫方案的顯徑站率先在2020年2月14日啟用，到2021年6月27日啟德至紅磡段也最終順利通車。所以，此路段（不包括原先過海路段）由規劃到真正實現，橫跨足足半世紀。

## 沙田綫（1967年）

地底集體運輸系統路綫圖（1967年建議方案）

1960年代，香港經濟急速發展，人口不斷增加，公共交通的需求越來越大，香港政府認為香港有必需興建一種集體運輸系統解決此問題。1967年9月，英國的費爾文霍士顧問工程公司發表了《香港集體運輸研究》，提議香港興建地底集體運輸城市軌道交通系統（地下鐵路系統），全長51公里，4條路綫分9期興建，耗資150億港元。（參見條目：香港地鐵）
在研究中，並沒有東九龍綫一詞，而路線的原稱是沙田綫（英文：Sha Tin Line），當時的建議包括四條路線：荃灣綫、觀塘綫、港島綫及沙田綫。當中沙田綫的建議定線，是由火炭的禾寮坑至尖沙咀，當時沙田綫定線的目的是主要服務沙田及東九龍一帶的居民，並接駁當時倡議的觀塘綫及荃灣綫，方便乘客轉乘列車前往港島和九龍南部的商業中心、或觀塘和荃灣的工業區。

### 定綫
沙田線由沙田的禾寮坑（即火炭近沙田馬場一帶），途經下禾輋（即沙田禾輋邨一帶）、沙田中（即沙田公園上）、山下圍（即沙田曾大屋一帶）、紅梅谷（即大圍新翠邨一帶）、慈雲山、鑽石山、啟德、馬頭圍、土瓜灣、何文田、紅磡，至尖沙咀（馬連拿）（現稱尖東) 為終站。
- 禾寮坑站：位於火炭禾寮坑（即火炭近沙田馬場一帶），車站主要為乘客轉乘九廣鐵路（英段）（現稱東鐵綫），而車站後方亦考慮興建沙田綫的車廠（即今東鐵線的港鐵何東樓車廠）。
- 慈雲山站：位於慈雲山雙鳳街地底，車站深度達50多英呎，設有多部重型高速升降機取代扶手電梯，類似現在港島綫香港大學站及西營盤站的高速升降機設計。
- 鑽石山站：與現在的鑽石山站位置相若，主要方便乘客轉乘觀塘綫前往觀塘工業區。唯一有別的是車站的設計，車站分為四層，由頂到底分別為大堂、觀塘綫月台、轉車層及沙田線月台，類似現時鰂魚涌站的轉車模式。
- 紅磡站：位於九廣鐵路（英段）（現稱東鐵綫）的九龍車站旁（現稱紅磡站）。由於九廣鐵路（英段）將由原來尖沙咀總站遷往紅磡新填海區，因此代替有關路段，方便乘客前往尖沙咀轉乘天星小輪及利用地下鐵路過海。月台設計可以容納3輛列車停泊，方便龐大九廣鐵路乘客轉乘。
- 尖沙咀站：位於彌敦道地底（觀塘綫及荃灣綫）及海防道地底（沙田綫）。海防道部份設有3條路軌及4個月台，設計類似現時的彩虹站，有助分流觀塘綫或荃灣綫之乘客。

### 《香港集體運輸研究補充報告》
1968年3月，顧問公司收到1966年的中期人口統計的數據，發現新的1986年的預期人口大幅調整為5,647,000人，比1967年的報告大幅減少1百萬人。人口統計數據影響當時新市鎮及整體城市規劃，特別是對沙田、屯門、荃灣及將軍澳的交通規劃出現大幅度的改變。因此顧問公司修正所倡議之集體運輸系統的建造估價及規模，並遞交另一份報告加以補充。
補充報告建議將沙田綫縮短至鑽石山，同時建議先行興建荃灣綫、觀塘綫及港島綫的主要路段，其他路段另考慮以延伸的方式興建，足以影響日後《集體運輸計劃總報告書》的方向。

## 《集體運輸計劃總報告書》（1970年）

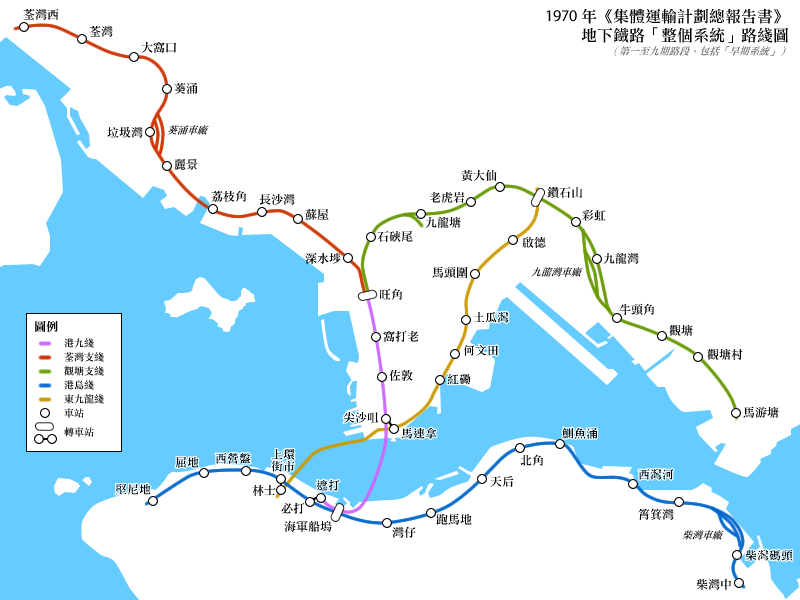
地下鐵路「整個系統」路綫圖（1970年建議方案）

1970年，顧問公司完成對興建地下鐵路系統的進一步研究，發表《集體運輸計劃總報告書》，具體提出建造地下鐵路的建議。研究報告建議興建一個全長52.7公里的地下鐵路系統，分成四綫：港島綫、觀塘綫、荃灣綫及東九龍綫 。當中的東九龍綫即最初建議的沙田綫，但起點由火炭縮短到鑽石山，而終點亦由本來的尖沙咀延伸過海，到達上環林士站。

### 定綫改變
東九龍綫的新定線是由鑽石山出發，途經啟德、馬頭圍（現稱宋皇臺）、土瓜灣、何文田、紅磡、馬連拿（現稱尖東），最後到達林士。
根據方案，當中提及沙田區因為在1966年的人口調查出現錯誤，所以原有路線無須即時興建沙田路段。同時報告又指出東南九龍一帶對過海交通需求大，所以沙田綫改為鑽石山至上環林士街，以新車站「林士站」為終點站，以便處理龐大的過海乘客。新車站「林士站」位於上環林士街地底，與上環街市站（後易名為上環站）垂直排列，主要方便東九龍乘客轉乘港島綫前往港島各區。林士站與上環街市站屬結合形式設計，而轉車時只需利用扶手電梯前往上層港島綫月台，類似現在的上環站設計，唯一不同的是兩者的層數掉換了。根據市政局的資料，現時上環站E出口即林士站的大約位置。同时，尖沙咀站易名為「馬連拿站」並往南移，現時尖東站即馬連拿站的大約位置。

### 預留結構
東九龍走廊早於1970年代設計，並於1973年動工興建。由於當年的地鐵東九龍線定線設計，擬建土瓜灣站的位置跟東九龍走廊天橋非常接近，而鐵路管道更須穿越介乎九龍城道與漆咸道（現已改稱漆咸道北）交界處的一段東九龍走廊天橋橋底。為避免將來東九龍線施工期間的挖掘工程，對東九龍走廊天橋造成影響，故當年在該段工程合約中，已包括沿擬建管道及車站外牆安置鋼板樁牆（sheet pile wall）排列。萬一將來東九龍線興建時，此舉不但對橋身結構起了保護作用，也可減低東九龍線的工程難度。
此外，譚公道亦有預留地下出入口結構，供擬建的馬頭圍站使用。

## 修正早期系統問題（1975年）
1975年初，由於日本財團退出，香港政府屬下的集體運輸臨時管理局宣佈，將「早期系統」縮減至15.6公里，稱為「修正早期系統」。在顧問公司就有關「修正早期系統」的資料中，同時間亦有提及東九龍綫的未來延伸及修正早期系統的配合方案，而東九龍綫最終可按1967年的沙田綫方案延伸至火炭的禾寮坑，以接駁九廣鐵路（英段）及興建東九龍綫的車廠。

### 定線及延伸問題
在1970年的「分期興建」方案提及沙田區暫時無需興建地下鐵路，但在「修正早期系統」的文件指出，東九龍綫的客量嚴重不足，即使延長至慈雲山，亦根本不能獨力支持東九龍綫的客量。如若不同時興建沙田路段，亦會引致東九龍綫未能順利興建。

### 預留結構

#### 鑽石山站至九龍灣站路段
由於東九龍綫尚未決定是延伸至沙田，而沿線亦沒有地方興建車廠，故建議暫用九龍灣車廠為東九龍綫提供列車。因此鑽石山站至九龍灣車廠需有完善的軌道配置及路軌直接前往九龍灣車廠，引致鑽石山站至九龍灣站路段甚為複雜。

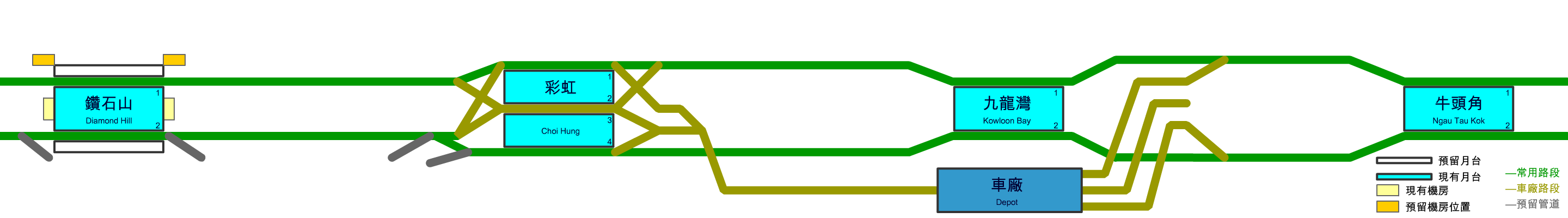
鑽石山站至牛頭角站的路軌配置圖

東九龍綫规划中的鑽石山站至彩虹站路段配置圖

#### 彩虹站

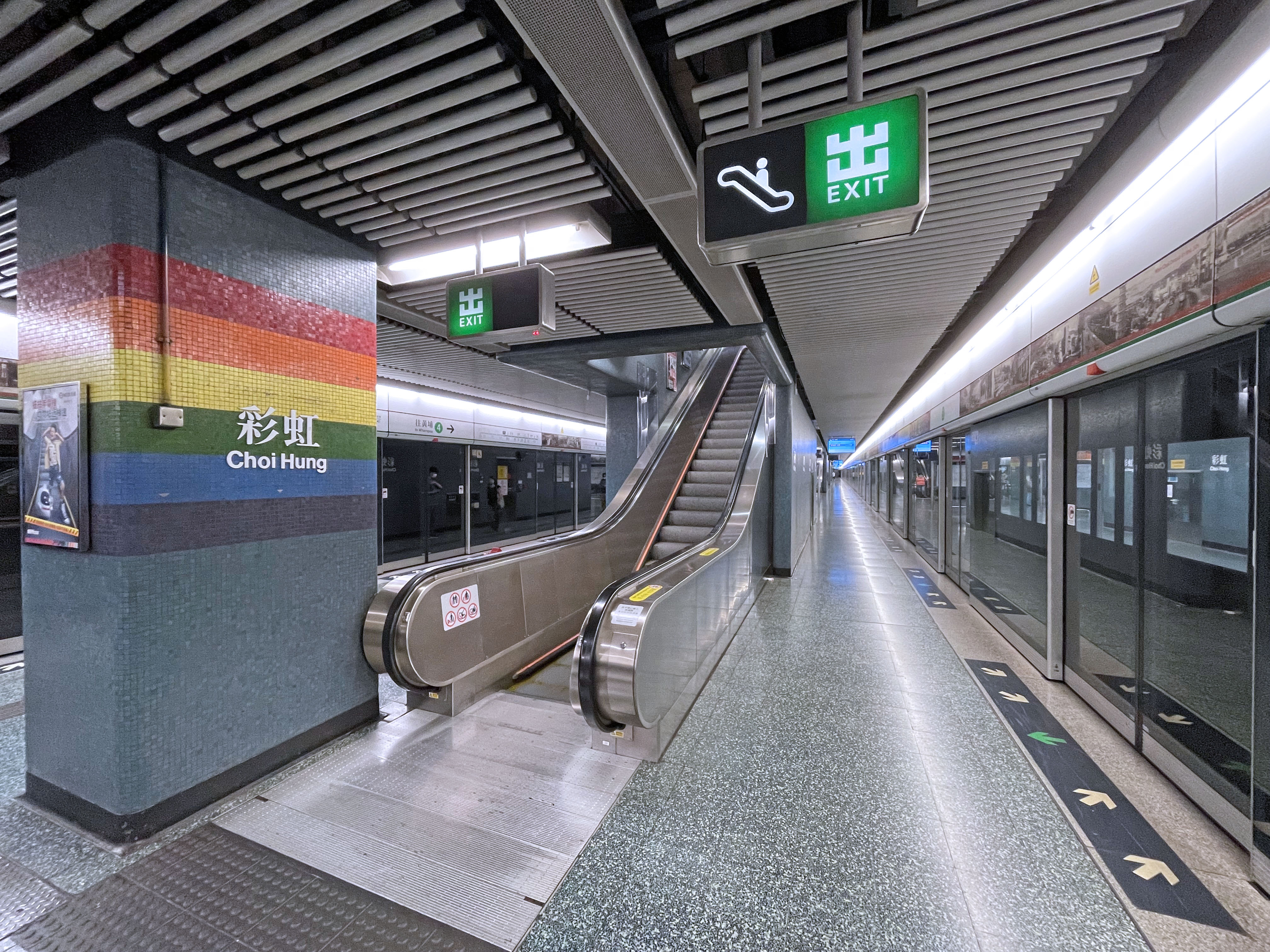
彩虹站中央路軌

為保障東九龍綫的列車供應暢順，以便九龍灣車廠的列車可以即時供應東九龍綫延伸至慈雲山的客量，同時又不影響觀塘綫的運作，鑽石山站必須有路軌直接前往九龍灣車廠；故在設計彩虹站時特別加設中央路軌。由於中央路軌是為九龍灣車廠直接前往鑽石山站而設，因此列車不能直接從九龍灣站駛進中央路軌。

#### 鑽石山站

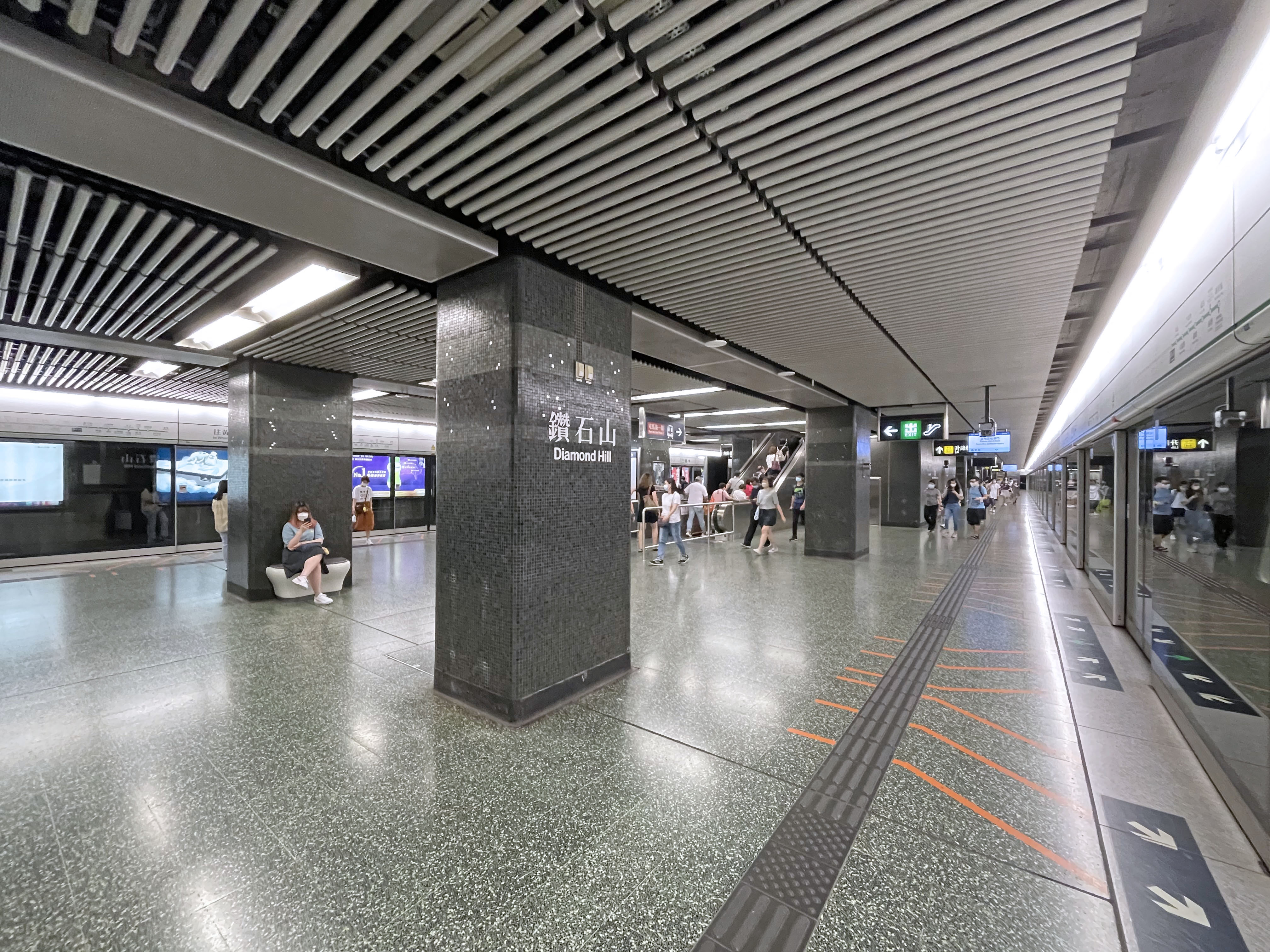
鑽石山站月台

根據「修正早期系統」資料的方案，鑽石山站最終會被設計成五條路軌，合共八個月台的大型車站。興建「修正早期系統」時，為減低興建成本，只用預留方法預留部份車站結構，因此鑽石山站的空間比其他車站為大。

#### 中央路軌
方案的五條路軌中，雙向行駛的東九龍綫和觀塘綫各用兩條，還有一條路軌是兩線共用的中央路軌。這便是現時鑽石山站觀塘綫往黃埔方向列車使用的路軌（即鑽石山站的二號月台對開路軌）。因中央路軌有助兩線開出聯合特別班次：當觀塘綫駛進鑽石山站的中央路軌，再掉頭駛進東九龍綫的主線前往港島林士站。

## 香港整體運輸研究（1976年）
1976年，政府再邀請顧問公司再作香港交通發展作出研究，發表首份《香港整體運輸研究》，當中提出沙田環狀線、東九龍線、尖沙咀支綫分期興建，以取締原有的東九龍綫發展方案，並吸納各方案的利與弊。計劃中的沙田環狀綫、尖沙咀支線與1967年的方案沒有太大的分別，只是先由九鐵興建，直至地鐵建成東九龍綫，再移交由地鐵一併營運。

### 定線

#### 沙田環狀綫
沙田環狀綫（英文：Sha Tin Loop），為九廣鐵路（英段）的支綫，由九廣鐵路興建及營運，並以地下鐵路的捷運形式運作，服務沙田東部帶來高效率的鐵路服務往返市區。路線未來亦可以連接東九龍綫，並移交由地鐵一併營運。
沙田環狀綫由火炭馬場出發，途徑禾輋（即火炭禾輋邨一帶）、圓洲角（即沙田圓洲角公園上）、沙田圍（即屯馬綫的沙田圍站）、沙田頭、車公廟（即大圍田心村上），至紅梅谷（即沙田新翠邨一帶），再共用九廣鐵路隧道直接連接尖沙咀支綫（尖東站）。
此路線後來在1981年發表了《Ma On Shan Transport Study Phase 1 Report》機密報告成為了通往馬鞍山的鐵路輕鐵研究方案的一部分。

### 鐵路預留用地
在新翠邨及秦石邨興建時，由於當時考慮到沙田環狀綫的定綫將會經過新翠邨及秦石邨，故此兩個屋苑興建時，預留闊25米的中央分隔帶，以便日後沙田環狀綫的架空路段興建時，可直接在屋邨中央經過。
除外、圓洲角、沙角街都有预留相应用地。

## 新過海鐵路的興建及上環站的啟用（1980年代）

### 第二條過海鐵路
基於過海交通在1970年代中後期開始供不應求，政府研究在港島東區及九龍觀塘區的鯉魚門海峽興建大型運輸建設。1984年，政府決定興建能夠「車鐵兩用」的東區海底隧道，以紓緩當時的過海交通問題，並將觀塘綫延長鰂魚涌站。這引致東九龍綫暫無必要興建，東九龍綫的計劃因而暫緩，成為「第二條過海鐵路」。

### 港島綫上環站

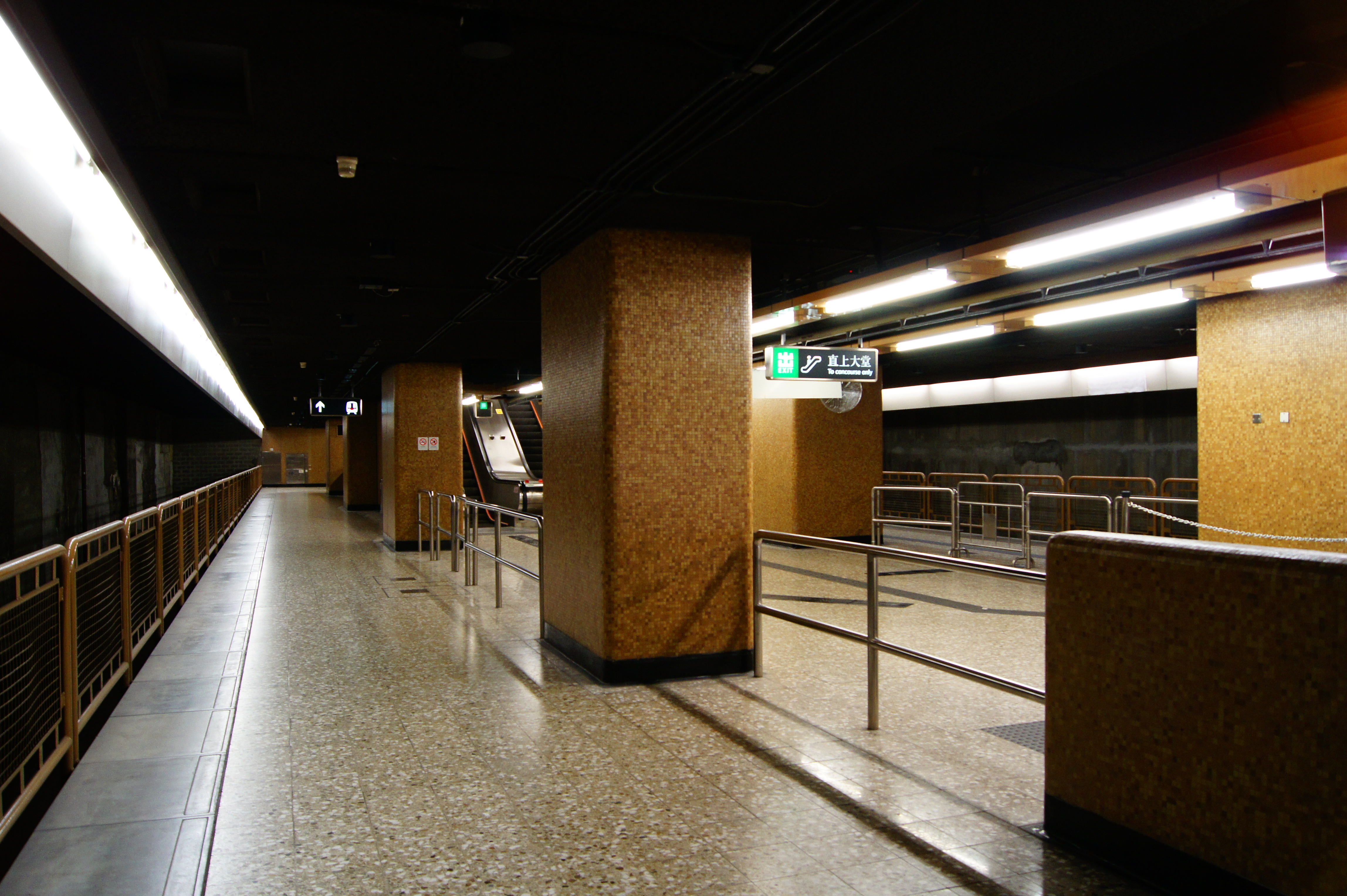
林士站的預留月台（現已被封）

1983年首季，為方便興建上環站及以免因東九龍綫工程影響上環站運作，因此在上環站動工興建時，一同興建與上環站相連的林士站月台、大堂，並暫時歸入上環站範圍。
1986年5月，港島綫上環站啟用，在車站的林士街大堂的夾層設有兩個預留月台，而地鐵將月台的頭和尾用磚牆封掉，只留下約 60 米的月台位置，設置扶手電梯連接林士街大堂及港島綫月台，在通車初期更貼有東九龍綫之宣傳海報。

## 香港第二次整體運輸研究（1989年）
1989年，政府發表《香港機場核心計劃》，並於《香港第二次整體運輸研究》中以「資源分配不足」為理由暫緩東九龍線計劃，中環至灣仔填海區亦重新規劃，以應付未來的交通流量需求，原定的過海段成為香港第四條過海鐵路。同時間九鐵亦開始提出以「九鐵南延」的方案，介入有關的新過海鐵路計劃。
1990年，政府在機場鐵路中以港島及九龍西面的第三條過海隧道同時興建第三條過海鐵路為理由，取代原有東九龍線解決荃灣線的擠塞。

### 方案

#### 機場鐵路

##### 第三條過海鐵路
1989年，九廣鐵路向政府遞交了一份有關第三條過海鐵路的建議書。建議書建議將九廣鐵路英段南延至香港島的炮台山及中環至灣仔填海區，進一步擴展九鐵的業務範圍，同時亦減低荃灣綫彌敦道路段及九龍塘站轉車站的負荷。
九鐵建議路線有現有九廣鐵路英段出發，途徑維多利亞公園及中環至灣仔填海區前往中區核心地帶。
同年，政府在發表《香港第二次整體運輸研究》及《香港運輸政策綠皮書》，亦提及「九鐵南延」的可行性及觀塘綫延伸至港島綫炮台山站問題。由於當年正討論中環至灣仔填海區的工程，因此政府大力鼓吹新過海鐵路連接天后、炮台山一帶，再另建新運輸系統連接中環至灣仔填海區，故九鐵建議並沒有理會。
基於第三條過海鐵路的必要性迫在眉睫，剛巧又碰上機場鐵路是否需要一條過海鐵路，政府便把兩者混為一談，把第三條過海鐵路落在機場鐵路上。

##### 第四條過海鐵路
1990年，由於政府鐵定將第三條過海鐵路併向在機場快綫上發展，分流部份荃灣綫乘客，以減輕荃灣綫彌敦道路段負荷。因此，政府把原定的觀塘綫延綫方案收回，並重新規劃及考慮。
而重新考慮的第四條過海鐵路由紅磡出發，經由中環至灣仔填海區前往中區核心地帶，與九鐵於1989年遞交的建議書沒有太大分別。
可是，單靠第三條過海鐵路東涌綫的分流方法不足以解決荃灣綫的根本問題－九龍和新界東的乘客同用荃灣綫過海。

## 東部走廊（1993年）

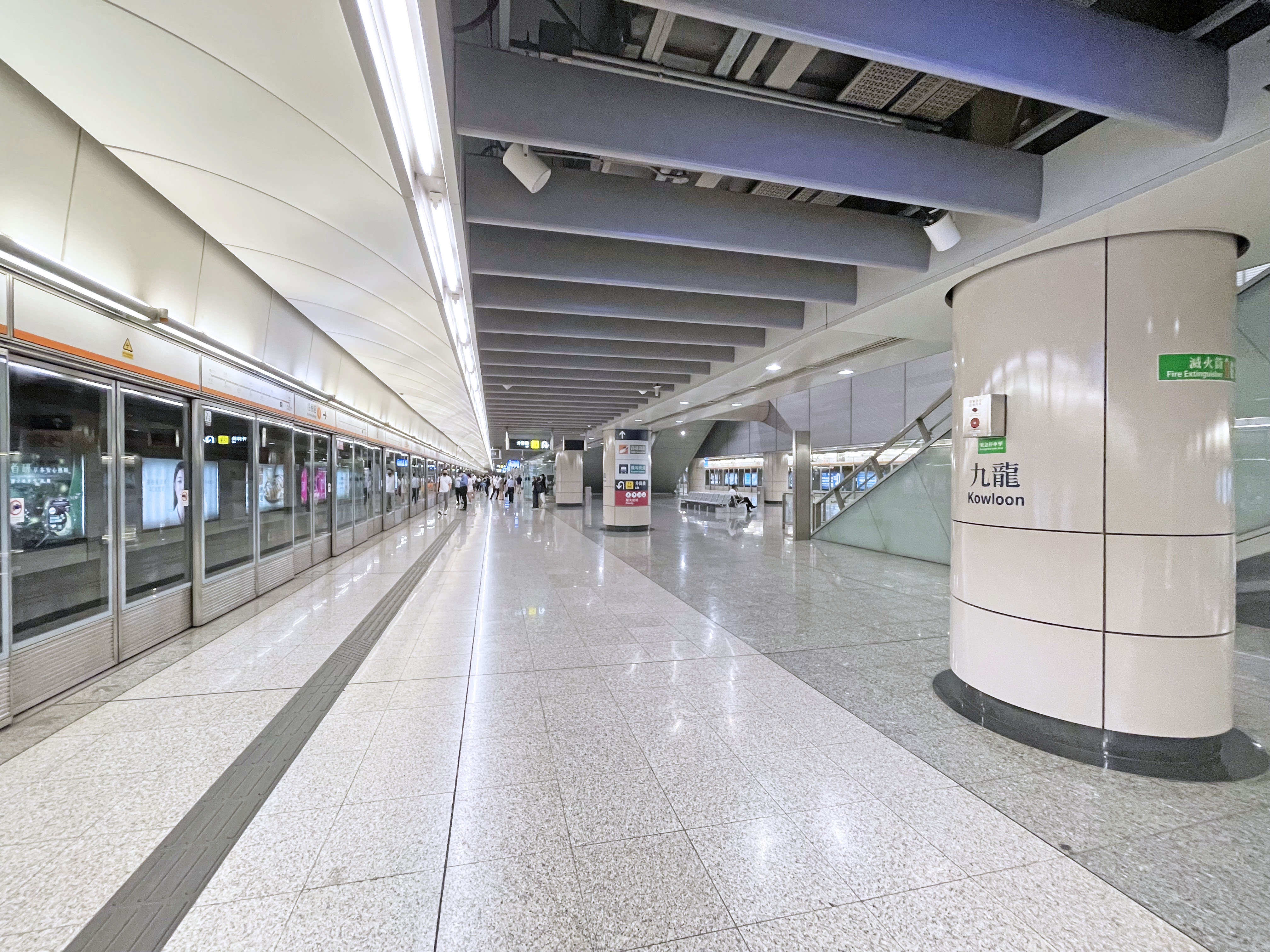
九龍站

1993年的《香港鐵路發展研究》中，東九龍線的定線由原有過海性質改以中型鐵路系統連接機場鐵路九龍站，並接駁當時倡議中的尖沙咀支線、馬鞍山鐵路，形成東部走廊。現時在九龍站的最底層之下，仍存有預留位置。

## 鐵路項目分拆及組合（九十年代）
1994年，政府發表《鐵路發展策略》，落實先興建尖沙咀支線、馬鐵及將軍澳綫，而其餘路段再作考慮，當中亦包括東部走廊及第四條過海鐵路。
1998年，政府再發佈《香港第三次整體運輸研究》、《香港第二次鐵路發展研究》，當中將多個東部走廊路段分拆，提出多個方案組合九廣西鐵（現西鐵綫）、南環線（九龍南綫）、尖沙咀支線、九廣東鐵（東鐵綫）、沙田至中環綫（第四條過海鐵路（沙中綫紅磡至金鐘段 東鐵綫）、東九龍綫、大圍至鑽石山鐵路（沙中綫大圍至紅磡段 屯馬綫）及馬鞍山鐵路（馬鞍山綫），並考慮分別交由地鐵及九鐵營運，沙田至中環線因而誕生。同年，九廣西鐵、尖沙咀支線及馬鞍山鐵路的營運權亦由九鐵投得。

## 外部連結
- 香港鐵路工程中心，HK Rail Engineering Centre （页面存档备份，存于）